# Савинский (Архангельская область)
Савинский — посёлок городского типа в Плесецком районе Архангельской области России. Административный центр муниципального образования «Савинское».

## География
Расположен в 30 км к северо-западу от районного центра, в 10 км западнее станции Шелекса, расположенной на железной дороге Коноша — Архангельск, при впадении реки Шелексы в Емцу.

## История
Статус посёлка городского типа с 1961 года. С 2006 года является административным центром Савинского городского поселения.

## Население
| 1970  | 1979    | 1989    | 2002  | 2009  | 2010  | 2011  | 2012  | 2013  |
| ----- | ------- | ------- | ----- | ----- | ----- | ----- | ----- | ----- |
| 9516  | ↗12 490 | ↘11 544 | ↘7887 | ↘7724 | ↘7661 | ↘7638 | ↘7504 | ↘7293 |
| 2014  | 2015    | 2016    | 2017  | 2018  | 2019  | 2020  | 2021  | 2023  |
| ↘7212 | ↘7127   | ↘7012   | ↘6963 | ↘6874 | ↘6713 | ↘6508 | ↘5843 | ↘5596 |

## Экономика
Лесозаготовка и обработка пиломатериалов

## Известные жители
В селе Савинское  25 декабря 1951 года родился Александр Николаевич Шохин, российский государственный, политический и общественный деятель.